# Rétimolyfélék

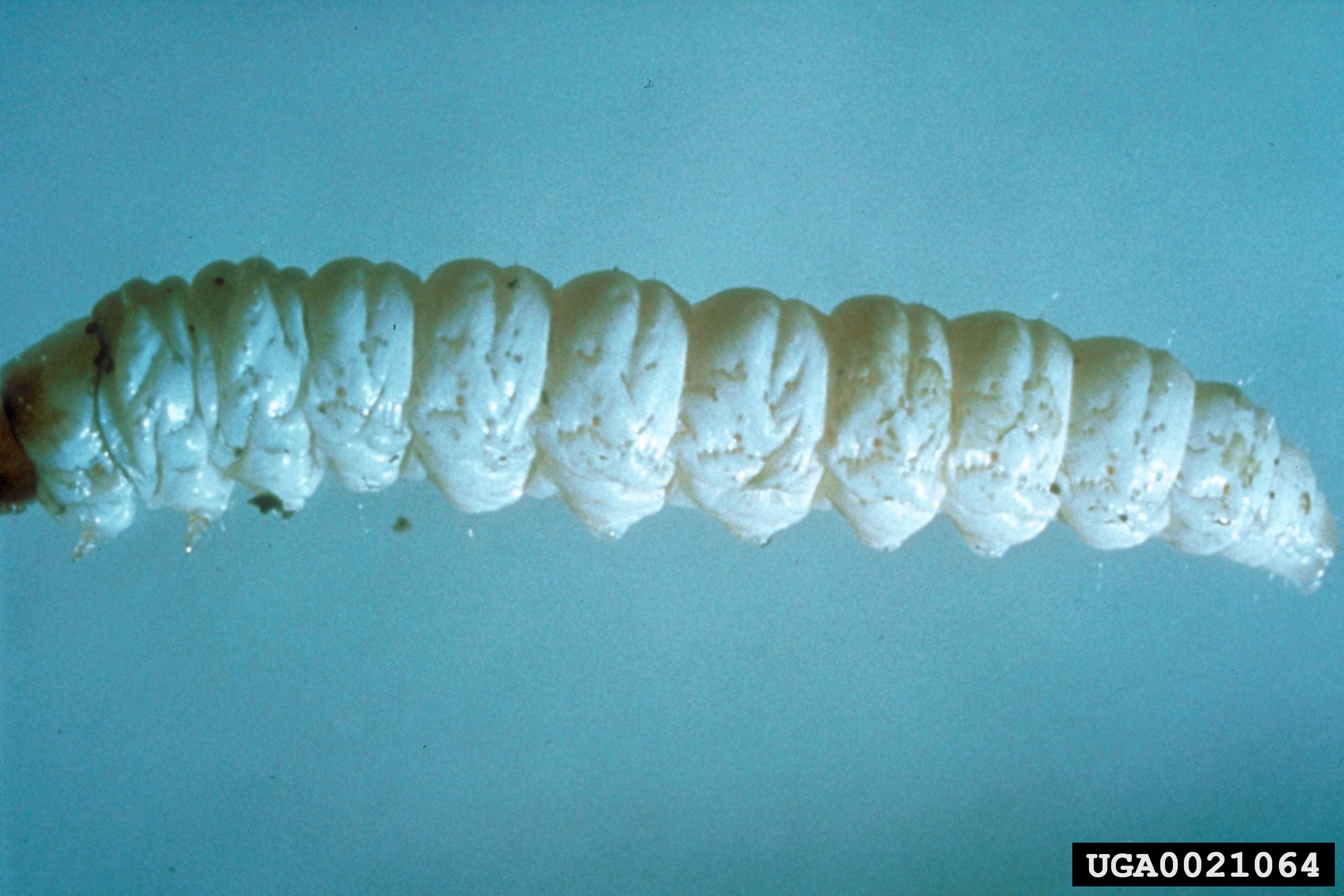
Barna rétimoly (Pterolonche inspersa) hernyója

A rétimolyfélék (Pterolonchidae) a valódi lepkék (Glossata) alrendjébe tartozó Gelechioidea öregcsalád egyik családja.
Palearktikus elterjedésű család kevés fajjal, amelyek közül hazánkban kettőt észleltek (Mészáros, 2005); e kettő közül egy tekinthető bizonyítottnak (Pastorális, 2011).
Ezek a viszonylag nagy termetű molylepkék meleg, homokos pusztákon élnek. Hernyóik és tápnövényeik ismeretlenek: valószínű, hogy a hernyók fűgyökerekben élnek. Gazdasági jelentőségük nincs (Mészáros, 2005).

## Rendszertani felosztásuk
A családot négy nemre bontják:
- Agenjius
- Anathyrsa
- Gomezbustillus
- Pterolonche
  - barna rétimoly (Pterolonche inspersa Staudinger, 1859) – Magyarországon sziklagyepekből és száraz gyepekből került elő (Buschmann, 2003; Mészáros, 2005; Pastorális, 2011; Pastorális & Szeőke, 2011).